# Pedro de Ayala (obispo)
Pedro de Ayala (Guadalajara, Corona de Castilla, Monarquía Hispánica, 1503-Guadalajara,  Nueva España, Imperio Español, 19 de septiembre de 1569) fue un prelado católico que sirvió como el tercer obispo de Guadalajara (1561-1569).

## Biografía
Pedro de Ayala nació en Guadalajara, España y se ordenó sacerdote en la Orden de los Frailes Menores El 18 de diciembre de 1561, fue nombrado por el rey de España y confirmado por el papa Pío IV como el tercer obispo de Guadalajara. El 8 de noviembre de 1562, fue consagrado obispo por Alonso de Montúfar, arzobispo de México con Vasco de Quiroga, obispo de Michoacán, y Fernando de Villagómez, obispo de Tlaxcala (Puebla de los Ángeles) como Coconsecradores. 
Fue un férreo promotor de la guerra contra los chichimecas, elaborando detallados informes para Felipe II, en los que culpaba a estos pueblos de la escasez de mano de obra en las minas de plata −crucial fuente de ingresos para la corona− e instando a sufragar la guerra con fondos reales, así como a ofrecer tierras y cargos.

«Si en tieimpos pasados (...) se hubiesen ofrecido recompensas a algunos soldados que, bien montados y armados, pudiesen proteger los caminos, se habrían evitado (...) muchos daños; imploro a vuestra majestad que emprenda acción en vuestro propio servicio»
 Pedro de Ayala a Felipe II

Se desempeñó como obispo de Guadalajara hasta su muerte el 19 de septiembre de 1569.